# Structure du pouvoir musulman
Dans les premiers temps de Dar-al-Islam, la dévolution du pouvoir s'avère rapidement nécessaire compte tenu de l'étendue des terres à administrer. L'expansion de l'islam s'explique, entre autres, par les victoires remportées par les musulmans. Leur puissance militaire est liée à l'emploi d'une cavalerie véloce et nombreuse, galvanisée par l'appel à la guerre sainte (djihad, acception du terme aux temps premiers de l'islam).

## Le pouvoir dans les cités

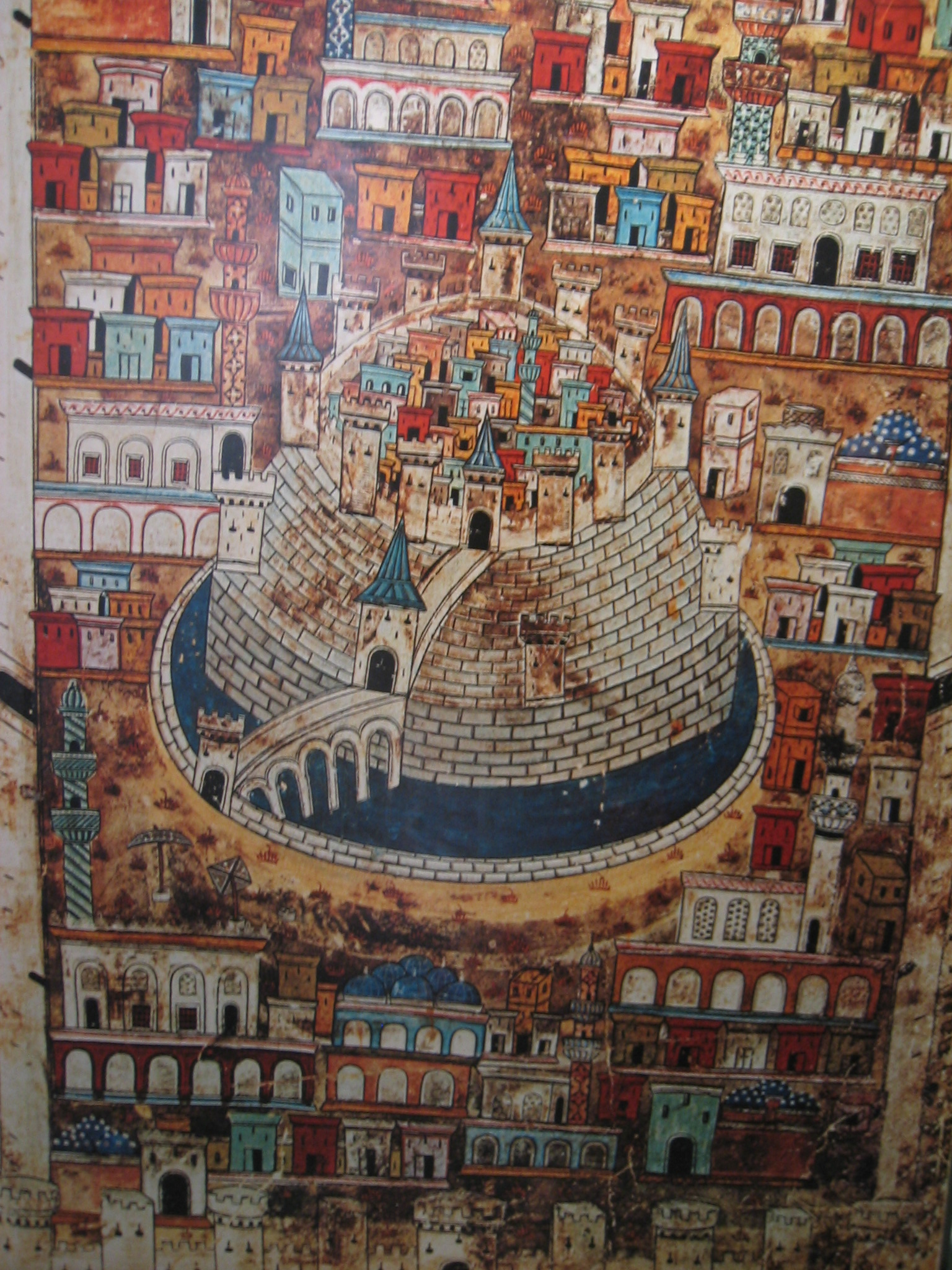
Une ville musulmane fortifiée : l'Alhambra, en Andalousie.

Dans l'islam, la ville idéale doit être sainte c'est-à-dire, dans laquelle se développent, d'une part, une vie profane à travers l'action des savants et marchands, et d'autre part une vie religieuse organisée par les imams ; cela sert de lien pour les nomades croyants des déserts. Cet idéal se confronte à l'histoire des zones conquises.
Les califes, sultans et émirs, installant leur structure du pouvoir au sein de ces villes, connaissent des difficultés : elles sont sujettes à des troubles fréquents, soulèvements et intrigues de pouvoir. La sédentarisation des nomades du désert a changé leur mode de vie en y introduisant des habitudes assimilées par les autorités religieuses à de l'oisiveté, ce qui est perçu comme une décadence.

## Le pouvoir hors des cités
Cette situation vécue à plusieurs reprises incite les tenants du pouvoir à établir une cité dédiée au ministère du pays, à l'écart de sa zone de peuplement dense, à l'instar, plus tard, du palais de Versailles pour les Bourbons hors des murs de Paris ; s'y développe, à l'abri de l'agitation extérieure, et loin des périls menaçant les frontières, la vie des princes arabes dans toutes ses composantes :
- vie de cour, composée de courtisans, de savants.
- ministère de la diplomatie : salle du trône, réceptions des ambassades des pays alentour, de quelque obédience religieuse que ce soit, et festivités publiques.
- palais du prince, appartements dédiés à la famille royale et aux fêtes de cour privées.

Une cité interne se développe dans l'enceinte du palais, médina peuplée par les serviteurs fidèles de la famille dynastique et de ses gardes.

## Exemples de palais externes à la cité
- au Pays d'al-Andalûs :
  - Califat de Cordoue :

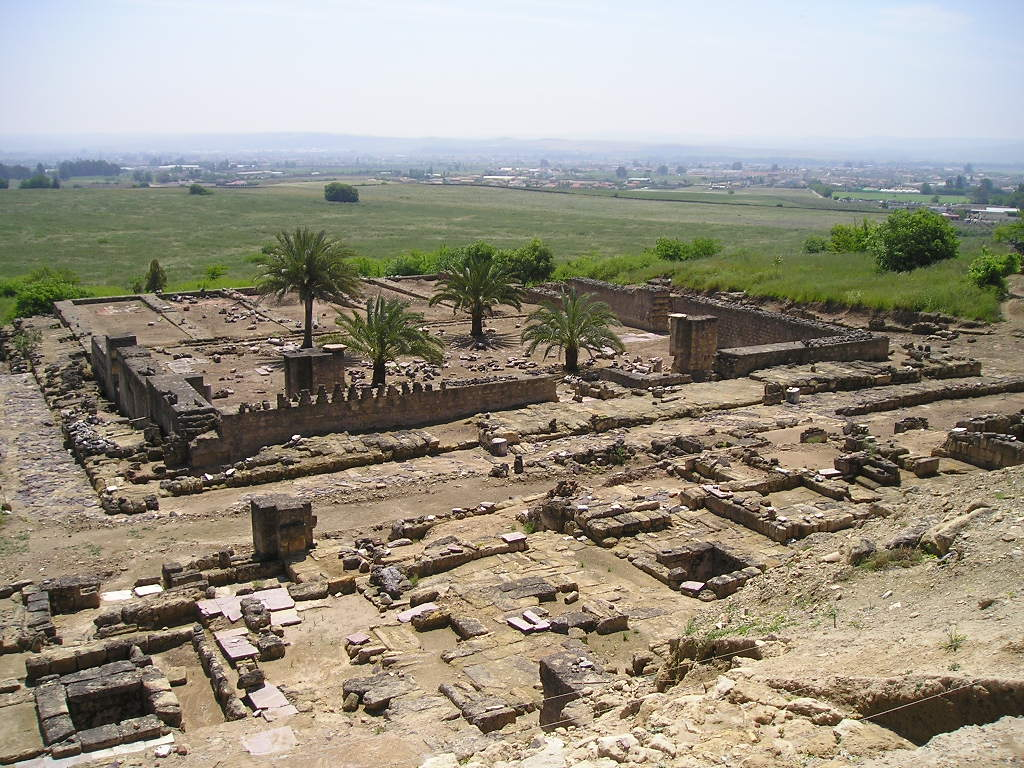
Madinat al-Zahra

    - Madinat al-Zahra, hors de Cordoue, aujourd'hui à l'état de ruines.

  - Royaume de Grenade :
    - Alhambra, sur la colline de la Sabika qui domine Grenade. Structure du pouvoir imposée par la sûreté, la perception du pouvoir de l'Alhambra procède d'une symbolique.

  - Taïfa de Saragosse :
    - Palais de la Aljafería, hors les murs de Saraqusta,سرقسطة (en Aragon contemporaine).

## Administration des cités périphériques
L'émir ou le calife nomme un wali pour assurer la délégation administrative d'une province (wilaya ou muhafazah) ou d'une cité éloignée.
Lors des époques des taïfas d'al-Andalus, ces gouverneurs prennent le pouvoir ou en sont écartés par des rébellions locales.

## Titres et offices
Dans l’ordre croissant, divers titres et offices, évoluant à travers le temps et les pays musulmans, ont existé :
- Muslim (arabe : [muslim], مسلم, croyant de base)
- Bey (turc بيه, [bey], chef de clan)
- Agha (turc : [ağa], persan et arabe : آغا, chef / maître / seigneur local)
- Nabâb (persan : [novāb], نواب, seigneur / chevalier)
- Kadi (arabe : قاضي, [qāḍī], juge)
- Cheikh (arabe : شيخ [šayḫ] pl. [šuyūḫ], maître / sage)
- Khân (turc : [han] ; arabe : [ḫān], خان, khan, chef d'un territoire)
- Khân bahâdur (persan : [ḫān bahādur], خان بهادر, khan audacieux / valeureux)
- Émir (arabe : [umarāʾ], أمراء, pluriel de [amīr], أمير, commandant)
- Dey (turc : داي [dey], oncle / commandant militaire / protecteur)
- Pacha (arabe : پاشا, [pašah], seigneur / commandant des armées)
- Dawla (arabe : [dawla], دولة, dynaste / prince; persan : dawleh, دوله)
- Jâh (urdu : [jâh], جاہ, digne de / égal de)
- Vizir (arabe : وزیر, [wasîr], conseiller / ministre)
- Khédive (persan خدیو, [xidīw], [xadīw], seigneur / vice-sultan)
- Malik, (arabe : [mulk], ملك, roi)
- Sultan (arabe سلطان, [sulṭān], souverain)
- Chah (perse شاه, [šāh], empereur - existe avec des variantes comme Chahinshah ou Padishah)
- Calife (arabe خَلَفَ [ḫalafa], successeur - sous-entendu du Prophète - commandeur des croyants)
- Charif (arabe شريف [charif], descendant du Prophète - employé pour les Hassanides , pour les Hussainides on emploie généralement Sayyid)
- Moulay (arabe مولاي [mawlāyy], titre de chérif (Maghreb) - descendant du Prophète - Monseigneur)
- Sayyid (arabe سيد [sayyid], titre de chérif - descendant du Prophète - Monseigneur)
- Lalla (tamazight ⵍⴰⵍⵍⴰ/ للاّ  [lala], titre de chérifa (Maghreb) - descendante du Prophète - Madame)
- Sayyida (arabe سيدة [sayyida], equivalent de lalla en Moyen Orient - descendante du Prophète - Madame)